# Théâtre Sunbeam

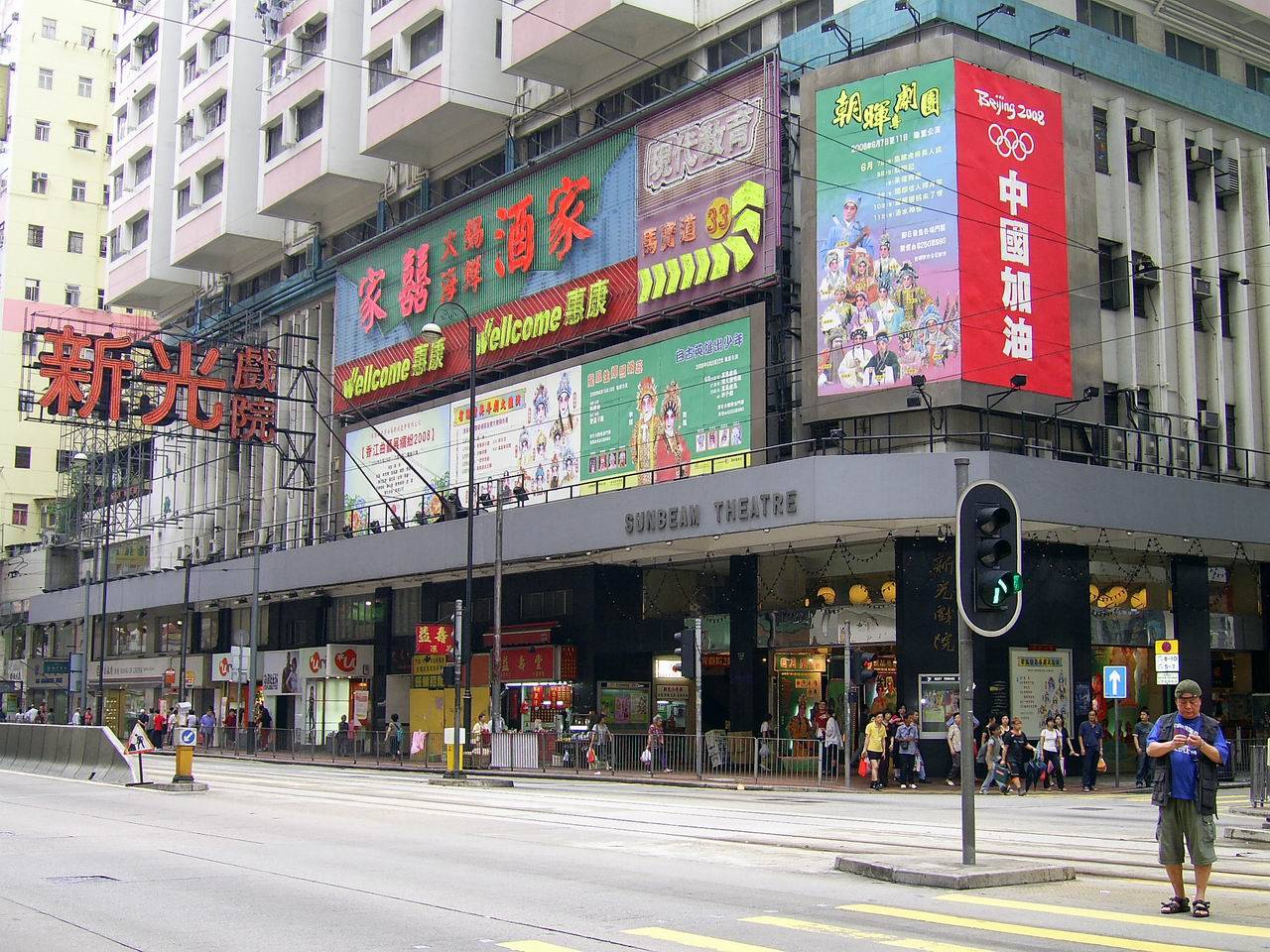
Le théâtre Sunbeam en 2008.

L'entrée du théâtre Sunbeam.

Le Sunbeam Theatre (chinois : 新光戲院) est un théâtre de Hong Kong spécialisé dans l'opéra cantonais. Ouvert en 1972, il est situé au 423 King's Road (Hong Kong) (en), North Point (en), près de l'intersection avec la Shu Kuk Street.
C'est le seul théâtre de Hong Kong à proposer régulièrement des spectacles d'opéra cantonais, forme musicale en déclin à cause de la cantopop et de l'opéra occidental : menacé de fermeture en 2012, le Sunbeam Theatre fut sauvé à la dernière minute.